# Mission til Månen
Mission til Månen (tidligere Månen tur-retur, 1. del, fransk originaltitel Objectif Lune) er det sekstende album i tegneserien om Tintins oplevelser. Det er skrevet og tegnet af den belgiske tegneserieskaber Hergé og blev udgivet i 1953. Albummet handler om Tintin og kaptajn Haddock, der modtager en invitation fra professor Tournesol om at komme til Syldavien, hvor han arbejder på et hemmeligt projekt i et topsikret forksningscenter. Det viser sig at det er en måneraket. Da fremmede agenter overtager prøveraketten som derfor må destrueres.
Det er den første del af to, hvor den anden er De første skridt på Månen, der udkom året efter.
Historien i de to album er også udgivet som dobbeltalbum to gange.

## Nogle franske udgaver
- 1950 & 1952-1953: Les nouvelles aventures de Tintin et de Milou – On a marché sur la lune ..., fortsat serie i Tintin nr. 13, 30. marts 1950[1] – nr. 36, 7. september 1950.[2] (24 sider) og nr. 15, 9. april 1952[3] – nr. 52, 30. december 1953.[4] (94 sider, første side er et resumé). Side 1-55 (til og med nr. 43, 22. oktober 1952)[5] med tilføjede tegninger bliver senere ombrudt til albummet Objectif Lune, og side 56-118 bliver til albummet On a marché sur la Lune.
- 1953: Les aventures de Tintin – Objectif Lune, album fra Casterman, 62 tegneseriesider i farver.[6]

## Danske udgaver
Føljetoner
- 1959: Fortsat serie uden titel i Politiken nr. 276, tirsdag 7. juli 1959 – nr. 52, lørdag 21. november 1959.
- 1987-1989: Månen tur-retur 1. del. Fortsat serie i Århus Stiftstidende søndag 27. december 1987 – søndag 12. marts 1989.

Album
- 1962: Tintins oplevelser nr. 7 (gammel standardudgave). Månen tur-retur, 1. del. Illustrationsforlaget. Genoptryk har ISBN 87-562-0126-5.[7]
- 1988: Tintins oplevelser (dobbeltbind) Månen tur-retur, 1.-2. del, med ekstramateriale. Totalt 160 sider, indbundet. ISBN 87-562-3327-2.[8]
- 2007: Tintins oplevelser (retroudgave). Mission til Månen. 2. udgave. Carlsen Comics, ISBN 978-87-626-0525-1. Fra 2. oplag, 2014, Cobolt, ISBN 978-87-7085-158-9.[9]
- 2009: Tintins oplevelser nr. 16 (minicomics). Mission til Månen. Cobolt, ISBN 978-87-7085-345-3.[10]
- 2012: Tintins oplevelser (ny standardudgave). Mission til Månen. Cobolt, ISBN 978-87-7085-464-1.[11]
- 2019: Tintins oplevelser (jubilæumsudgave). Tintin på Månen – det samlede eventyr. Totalt 136 sider, indbundet. Cobolt, ISBN 978-87-7085-762-8.[12]